# Mitologia lusitana
La mitologia lusitana è la mitologia dei lusitani, il popolo indoeuropeo dell'Iberia occidentale, nel territorio che comprende la maggior parte del Portogallo moderno, della Galizia, dell'Estremadura e una piccola parte di Salamanca.
Le divinità lusitane influenzarono pesantemente tutte le pratiche religiose nell'Iberia occidentale, in particolare anche in Galizia. Si mescolarono con divinità romane dopo che la Lusitania fu conquistata. Di recente, sta iniziando a essere riconosciuto un substrato vasconiano.

## Pantheon principale
Di particolare importanza e la popolarità, soprattutto dopo la conquista romana, sono stati una serie di divinità tra i quali Endovelicus, Ataegina, Nabia e Trebaruna.
- Endovelico era un dio legato alla guarigione e aveva anche funzioni oracolari. Sembra che in origine fosse un dio minore, ma è diventato eccezionalmente popolare dopo la colonizzazione romana.[3]
- Epona era un protettrice di cavalli, asini e muli. In particolare era una dea della fertilità, come dimostrano le sue raffigurazioni a cui venivano associate le figure della patera, della cornucopia, delle spighe di grano e dalla presenza di puledri. Lei e i suoi cavalli potrebbero anche essere stati i traghettatori dell'anima nell'aldilà, con parallelismi in Rhiannon del Mabinogion. Il fatto insolito per questa divinità celtica era che era "l'unica divinità celtica alla fine venerata nella stessa Roma", era diffusa nell'impero romano tra il I e il III secolo d.C., mentre la maggior parte delle divinità celtiche erano associate ad una specifica località.
- Nabia potrebbe essere stata due divinità separate, la consorte dell'equivalente lusitano del Giove romano e un'altra associata alla terra e alle sorgenti sacre.[4] Nabia ebbe una doppia invocazione, un maschio e una femmina. La suprema Nabia è legata a Giove e ad un'altra incarnazione della divinità, identificata con Diana, Giunone o Vittoria o altri dal pantheon romano, legata alla protezione e alla difesa della comunità o alla salute, alla ricchezza e alla fertilità.
- Trebaruna appare in iscrizioni in lingua lusitana associate ad un'altra divinità presumibilmente maschile di nome Reve, che Witczak[5] suggerisce potrebbe essere l'equivalente dello Iovis romano o Giove, entrambi nomi che in definitiva derivano dal proto-indo-europeo * diewo- .
- Bandua o Bandi è un altro con numerose dediche: il nome è maschile nella maggior parte delle iscrizioni, tuttavia l'unica rappresentazione conosciuta è femminile, sembra che il nome sia riferito a numerose divinità, soprattutto perché Bandi/Bandua porta spesso un epiteto che associa il nome a quello di una città o altre località come Bandua Roudaeco, Etobrico o Brealiacui . Il dio o la dea era probabilmente il protettore della comunità locale, spesso associato al Marte romano[6] In una dedica è considerato un dio o una dea del Vexillum.[7]

Non c'è quasi nessun segno di Bandua, Reue, Arentius-Arentia, Quangeius, Munidis, Trebaruna, Laneana e Nabia - tutti venerati nel cuore della Lusitania - al di fuori del confine con i Vettoni. Bandua, Reue e Nabia sono state venerate nell'area centrale della Lusitania (compresa l'Estremadura settentrionale a Beira Baixa e la Lusitania settentrionale) e raggiungendo l'interno della Galizia, la diffusione di questi dei in tutta l'area interna settentrionale mostra una continuità culturale con la Lusitania centrale.
Due divinità regionali nell'Iberia occidentale non sono venerate nella regione: Crouga, venerata intorno a Viseu e Aernus, nella zona di Bragança. Il maggior numero di divinità indigene trovate in tutta la penisola iberica si trova nelle regioni lusitane-galiziane e i modelli che propongono un pantheon frammentato e disorganizzato sono stati scartati, poiché il numero di divinità che si verificano insieme è simile a quello di altre popolazioni celtiche in Europa e antiche civiltà.
Apparentemente la dea del sole Kontebria (Cantabria) aveva il suo culto che fu assimilato in seguito nella figura della Vergine Maria di Nossa Senhora de Antime.
Poiché i confini sono cambiati numerose volte e i lusitani e i gallici sono stati spesso considerati come un unico popolo, è importante notare che alcune delle cosiddette divinità galliche o lusitane avevano gli stessi nomi: 

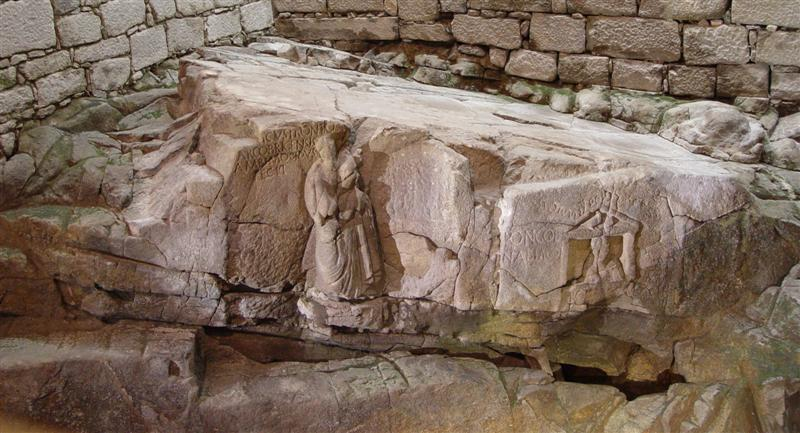
La Fonte do Ídolo (portoghese per Idol's Fountain), a Braga.

Attraverso le iscrizioni gallico-romane, è conosciuta gran parte del pantheon gallico, che condivide parte non solo di altri popoli celtici o celtizzati nella penisola iberica, come Astur - specialmente i più occidentali - o lusitani, ma anche da Galli e i Britannici tra gli altri. Ciò evidenzierà quanto segue:
- Bandua: Dio della guerra gallico, simile al dio romano Marte.
- Berobreus : Dio dell'Altromondo e oltre. Il più grande santuario dedicato a Berobreo documentato fino ad ora si trovava nel forte della Torcia di Donón (Cangas), nella penisola di Morrazo, di fronte alle Isole Cíes.
- Bormanicus: Dio delle sorgenti calde simile al dio gallico, Bormanus.
- Nabia: Dea delle acque, delle fontane e dei fiumi. In Galizia e in Portogallo ancora oggi, numerosi fiumi portano ancora con il suo nome, come il fiume Navia.
- Cosso, dio guerriero, che raggiunse grande popolarità tra i Gallici meridionali, era uno degli dei più venerati nell'antica Gallia. Diversi autori suggeriscono che Cosso e Bandua fossero lo stesso Dio con nomi diversi.
- Reue, associato alla suprema gerarchia di Dio, alla giustizia e anche alla morte.
- Lugus, o Lucubo, legato alla prosperità, al commercio e alle professioni artigianali. La sua figura è associata alla lancia. È uno degli dei più comuni tra i Celti ed esistono molti luoghi che portano il suo nome in tutta Europa Galizia celtica (Galizia Lucus forma latinizzata) a Loudoun (Scozia), e persino la denominazione di persone come Gallaecia Louguei.
- Coventina, dea dell'abbondanza e della fertilità. Fortemente associato alle ninfe acquatiche, il loro record di culto per gran parte dell'Europa occidentale, dall'Inghilterra alla Gallaecia.
- Endovelicus (Belenus), dio della profezia e guarigione, mostrando i fedeli nei sogni.

## Divinità
Dei, Lari, ninfe e Genii erano i principali tipi di divinità venerati, noti nell'epigrafia latina, sebbene molti nomi siano riportati in lingua lusitana o celtiberica.

### Fonti
- (FR) Katia Maia Bessa e Jean-Pierre Martin, Recherches sur les Differents Aspects du Syncretisme Religieux dans la Lusitanie Romaine, Albuquerque, New Mexico, Biblioteca Digital de Teses e Dissertações do IBICT, 20 novembre 1999. URL consultato il 23 giugno 2020 (archiviato dall'url originale il 6 luglio 2011).
- (PT) José Manuel Coutinhas, Aproximação à identidade etno-cultural dos Callaici Bracari, Oporto, Portugal, 2006.
- (ES) Blanca García Fernández-Albalat, Guerra y Religión en la Gallaecia y la Lusitania Antiguas, A Coruña, 1990.
- Stephen McKenna, libro.uca.edu,  http://libro.uca.edu/mckenna/pagan1.htm.
- (ES) Sonia María García Martínez, La epigrafía romana del concelho de Guimarães. Un estado de la cuestión (PDF), n. 105, 1995,  pp. 139-171.
- (ES) Juan Carlos Olivares Pedreño, Teonimos indigenas masculinos del ambito Lusitano-Galaico: un intento de síntesis (PDF), Special I, Revista de Guimarães, 1999,  pp. 277-296.
- (ES) Juan Carlos Olivares Pedreño, Los Dioses de la Hispania Céltica, Madrid, Spain, 2002.
- (PT) Mário Robalo, museudeodrinhas.no.sapo.pt,  https://web.archive.org/web/20021209192914/http://museudeodrinhas.no.sapo.pt/Artigos/Expresso630.htm (archiviato dall'url originale il 9 dicembre 2002).
- (FR) P. Le Roux e A. Tranoy, Contribution a l'etude des regions rurales del Nor-ouest hispanique au Haut-Empire: deux inscriptions de Penafiel, A Junta,  pp. 249-257.
- Krzysztof Tomasz Witczak Lódz, On the Indo-European Origin of Two Lusitanian Theonyms (Laebo and Reve), n. 66, Emerita, 1999,  pp. 65-73.
- Juan Carlos Olivares Pedreño, Celtic Gods of the Iberian Peninsula (PDF), vol. 6, E-Keltoi: Journal of Interdisciplinary Celtic Studies, 11 novembre 2005,  pp. 607-649, ISSN 1540-4889 (WC · ACNP). URL consultato il 23 giugno 2020 (archiviato dall'url originale il 10 aprile 2018).
- (ES) Juan Francisco Masdeu, Historia critica de España, y de la Cultura Española: España romana. 1787-1807, 1688.

### Ulteriori letture
- Redentor, Armando. Del 2008. “Panorama da Teonímia Pré-romana in Trás-os-montes Oriental”. In: Divindades indígenas em análise, coord. José d 'Encarnação. Coimbra e Porto: Centro de Estudos Arqueológicos, Universidade de Coimbra, Universidade do Porto, pagine 105-124.
- Martínez, José. (2006). "Nuevos teónimos indígenas hispanos. Addenda y corrigenda. II. La religiosità della Preistoria hispana según F. Jordá. In: Zephyrus: Revista de prehistoria y arqueología, ISSN 0514-7336 (WC · ACNP)   , Nº 59, 2006, pag. 293-303. 59.